# Географија Непала
Непал је континентална држава у Хималајима укљештена између Индије и Кине (Тибета). Географски припада Индијском потконтиненту. Дужина границе са Кином је 1236 километара, са Индијом 1690 километара.
Непал има површину од 147.181 км². Његова територија је издуженог правоугаоног облика, ширине 145 до 241 километара и дужине око 800 километара.
Највећа река је Гагара (или Карнали) дуга 1080 километара (део тока кроз Непал је дуг 507 километара).

## Климатско-географске регије
Од југа ка северу :
- Тераи је алувијална равница која се простире ка северу Индије.
- Сивалик је област планина обраслих прашумама.
- Мали Хималаји (Махабхарат Лек) је планински ланац чији врхови достижу 3000 метара.
- Непалски плато је зона широка 100 километара. То је најнасељенија област земље.
- Планински ланац Хималаја, у коме се налази 9 врхова виших од 8000 метара, међу којима 8.848 метара високи Монт Еверест на граници са Кином. То је највиша тачка на Земљи. Поред њих, ту су и више од 100 врхова виших од 7000 метара. Сви они чине дивовски зид који одваја Непал и Кину.

Драматичне разлике у надморској висини утичу на разноврсност екосистема. Уз индијску границу простиру се тропске саване, даље на север су зимзелене и листопадне суптропске шуме у брдима, шуме умерене климе на падинама Хималаја, планински пашњаци, и коначно стене и лед на највишим висинама.